# Обикновено прилепало
Обикновеното прилепало (Lepadogaster lepadogaster) е вид лъчеперка от семейство Gobiesocidae. Видът не е застрашен от изчезване.

## Разпространение и местообитание
Разпространен е в Албания, Алжир, България, Грузия, Гърция, Израел, Испания, Италия, Кипър, Ливан, Русия, Сирия, Словения, Тунис, Турция, Франция, Хърватия и Черна гора.
Обитава крайбрежията и скалистите дъна на океани и морета.

## Описание
На дължина достигат до 6,5 cm.